# Box Office Germany Award
Der Box Office Germany Award (kurz Bogey) ist ein deutscher Filmpreis, der seit 1997 für eine bestimmte Anzahl an Kinozuschauern in einer festgelegten Zeitspanne vergeben wird. Das Branchen-Fachblatt Blickpunkt:Film vergibt den Preis, dieser besteht aus einer Miniaturstatue des amerikanischen Schauspielers Humphrey Bogart, dessen Spitzname „Bogey“ lautete.

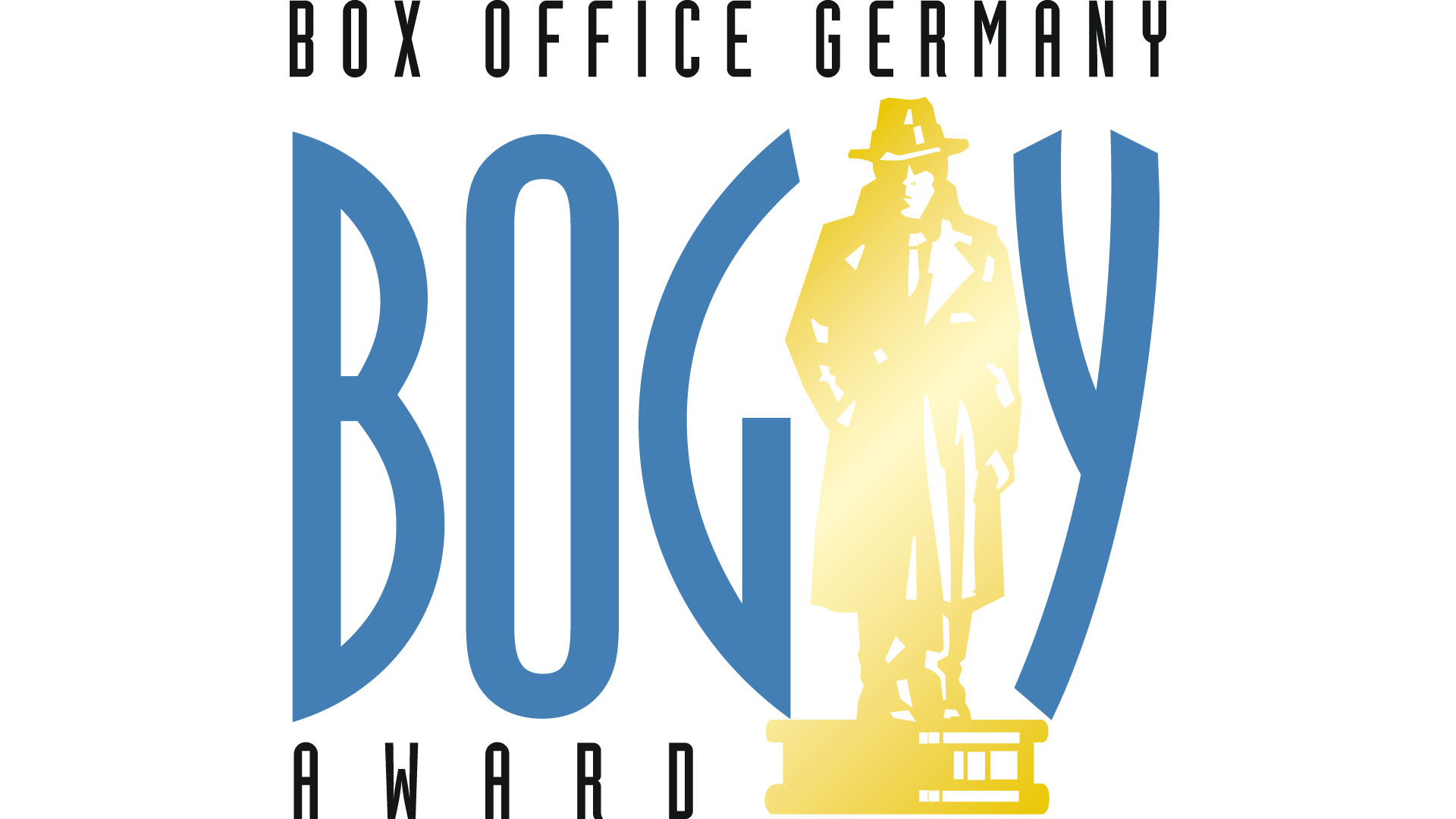
Logo Bogey

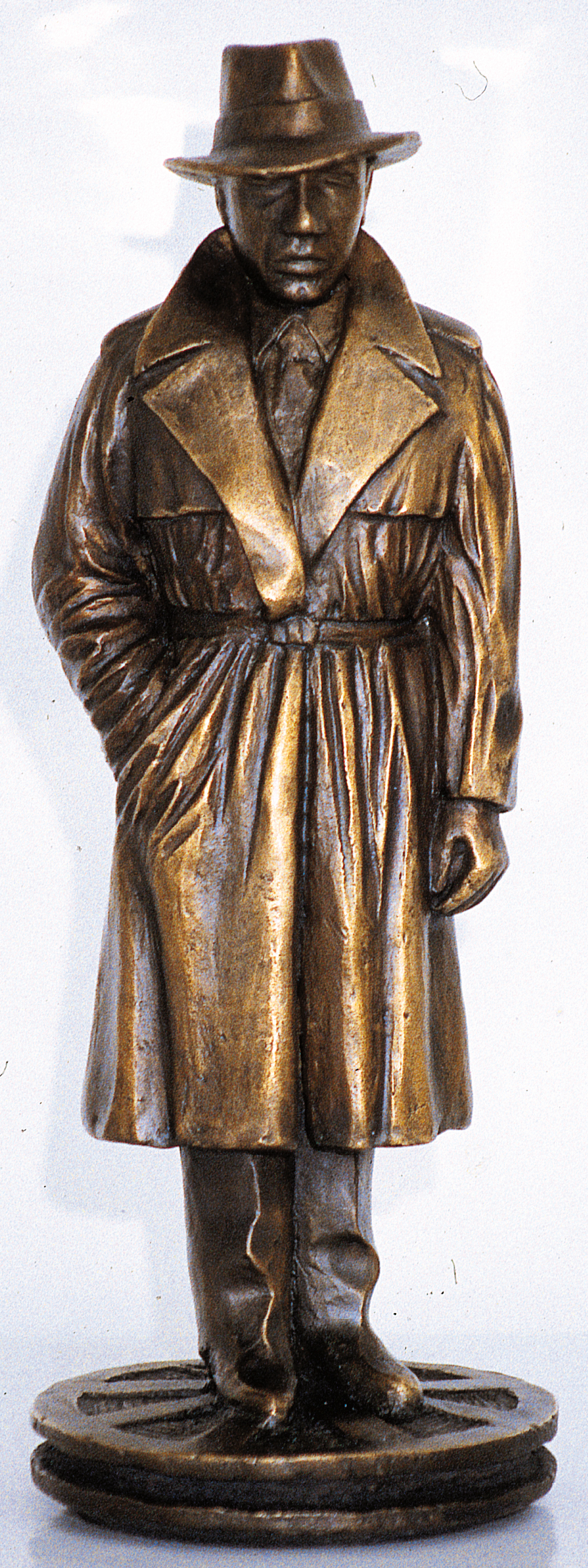
Bogey in Gold

## Auszeichnungen

### Bogey in Bronze
Jeder Kinofilm, der nach dem Start innerhalb von 10 Tagen 1 Million Besucher oder an seinem Startwochenende einen Schnitt von 1000 Zuschauern pro Kopie erreicht, erhält einen Bogey in Bronze.
Liste der bislang ausgezeichneten Filme für 1000 Zuschauer pro Kopie am Startwochenende
- 300 (2007)
- About Schmidt (2002)
- Alice im Wunderland (2010)
- Alles auf Zucker! (2005)
- American Beauty (2000)
- American Pie: Das Klassentreffen (2012)
- American Sniper (2015)
- Bad Teacher (2011)
- Buena Vista Social Club (1999)
- Brokeback Mountain (2006)
- Broken Flowers (2005)
- Buddenbrooks (2009)
- Burn After Reading (2008)
- Cars 2 (2011)
- Chocolat (2001)
- Das Experiment (2001)
- Deadpool (2016)
- Deep Blue (2004)
- Deliyürek (2001)
- Der Mann in der eisernen Maske (1998)
- Der Vorleser (2009)
- Der Wixxer (2004)
- Die chaotische Armee (2005)
- Die chaotische Klasse 3,5 (2006)
- Die Geschichte vom Brandner Kaspar (2008)
- Die fabelhafte Welt der Amélie (2001)
- Die osmanische Republik – Osmanlı Cumhuriyeti (2008)
- Die Villa mit Weintrauben (2003)
- Die Welle (2008)
- Doctor Strange in the Multiverse of Madness (2022)
- Eskiya – Der Bandit (1997)
- Evim Sensin – Du bist mein Zuhause (2012)
- Fast & Furious Five (2011)
- Fetih 1453 (2012)
- Fifty Shades of Grey – Gefährliche Liebe (2017)
- Fünf Minarette in New York (2010)
- Gattaca (1998)
- Gegen die Wand (2004)
- Guardians of the Galaxy (2017)
- Hangover (2009)
- Harry außer sich (1998)
- Ice Age 4 – Voll verschoben (2012)
- Italienisch für Anfänger (2002)
- Jurassic World (2015)
- Kolya (1997)
- La La Land (2017)
- Lola rennt (1998)
- Lost in Translation (2004)
- Lucy (2014)
- Luther (2003)
- Männersache (2009)
- Mein Führer – Die wirklich wahrste Wahrheit über Adolf Hitler (2007)
- Meine Braut, ihr Vater und ich (2000)
- Minions (2015)
- My Big Fat Greek Wedding – Hochzeit auf griechisch (2003)
- New Kids Turbo (2011)
- Paranormal Activity 3 (2011)
- Propaganda (1999)
- Recep İvedik (2008)
- Recep İvedik 2 (2009)
- Recep İvedik 3 (2010)
- Recep İvedik 4 (2014)
- Rendezvous mit Joe Black (1999)
- Sexy Beast (2002)
- Shakespeare in Love (1999)
- Slumdog Millionär (2009)
- Sommer vorm Balkon (2006)
- Sonnenallee (1999)
- Sprich mit ihr – Hable con ella (2002)
- Stadt der Engel (1998)
- Sümelas Code: Temel (2012)
- Tal der Wölfe (2006)
- Tal der Wölfe – Palästina (2011)
- The Fast and the Furious: Tokyo Drift (2006)
- The Revenant – Der Rückkehrer (2015)
- The Wolf of Wall Street (2013)
- Tiger & Dragon (2001)
- Traffic – Macht des Kartells (2001)
- Transporter 3 (2009)
- Unsere Erde – Der Film (2008)
- Vizontele Tuuba – Vizontele 2 (2004)
- Volver – Zurückkehren (2006)
- Walk the Line (2006)
- Zoomania (2016)
- Zusammen ist man weniger allein (2007)

Liste der bislang ausgezeichneten Filme für 1 Mio. Zuschauer in 10 Tagen
- 300 (2006)
- 102 Dalmatiner (2000)
- 2 Fast 2 Furious (2003)
- 40 Tage und 40 Nächte (2002)
- Ab durch die Hecke (2006)
- Air Force One (1997)
- Akte X – Der Film (1998)
- Alice im Wunderland (2010)
- Alien – Die Wiedergeburt (1997)
- American Pie: Das Klassentreffen (2012)
- Bad Boys II (2003)
- Ballermann 6 (1997)
- Batman v Superman: Dawn of Justice (2016)
- Blade II (2002)
- Borat (2006)
- Bridget Jones – Am Rande des Wahnsinns (2004)
- Bridget Jones – Schokolade zum Frühstück (2001)
- Con Air (1997)
- Das Dschungelbuch 2 (2003)
- Das Geisterschloss (1999)
- Das Wunder von Bern (2003)
- Der Baader Meinhof Komplex (2008)
- Der gestiefelte Kater (2011)
- Der Goldene Kompass (2007)
- Der Patriot (2000)
- Der Schakal (1997)
- Der seltsame Fall des Benjamin Button (2008)
- Der Sturm (2000)
- Der Teufel trägt Prada (2006)
- Die Croods (2013)
- Die Hochzeit meines besten Freundes (1997)
- Die Liga der außergewöhnlichen Gentlemen (2003)
- Die Mumie: Das Grabmal des Drachenkaisers (2008)
- Die Schlümpfe (2011)
- Die Schöne und das Biest (2017)
- Die Truman Show (1998)
- Die Wilden Kerle 3 (2006)
- Die Wilden Kerle 4 (2007)
- Doctor Strange in the Multiverse of Madness (2022)
- Du bist nicht allein (2007)
- Ein Chef zum Verlieben (2002)
- Ein Königreich für ein Lama (2000)
- End of Days – Nacht ohne Morgen (1999)
- Erin Brockovich (2000)
- Fast & Furious – Neues Modell. Originalteile. (2009)
- Fast & Furious 6 (2013)
- Fast & Furious Five (2011)
- The First Avenger: Civil War (2016)
- Flubber (1997)
- Große Haie – Kleine Fische (2004)
- Hangover (2009)
- High School Musical 3: Senior Year (2008)
- Himmel und Huhn (2005)
- Hollow Man – Unsichtbare Gefahr (2000)
- Ich – Einfach unverbesserlich 2 (2013)
- Iron Man 3 (2013)
- Kindsköpfe (2010)
- King Kong (2005)
- Kokowääh 2 (2013)
- Königreich der Himmel (2005)
- Kung Fu Panda 2 (2011)
- Last Samurai (2003)
- Leg dich nicht mit Zohan an (2008)
- Lethal Weapon 4 (1998)
- Lissi und der wilde Kaiser (2007)
- Männerherzen (2009)
- Marvel’s The Avengers (2012)
- Men in Black 3 (2012)
- Michael Jackson’s This Is It (2009)
- Miss Undercover (2000)
- Mulan (1998)
- Nachts im Museum (2006)
- Nix zu verlieren (1997)
- Nur noch 60 Sekunden (2000)
- Oben (2009)
- Ocean’s 12 (2004)
- Pirates of the Caribbean: Salazars Rache (2017)
- Rapunzel – Neu verföhnt (2010)
- Road Trip (2000)
- Roter Drache (2002)
- Rush Hour 2 (2001)
- Scary Movie 2 (2002)
- Schlussmacher (2013)
- Scream 3 (2000)
- Sex and the City (2008)
- Sex and the City 2 (2010)
- Signs – Zeichen (2002)
- Stirb langsam 4.0 (2007)
- Terminator: Die Erlösung (2009)
- Top Gun: Maverick (2022)
- Toy Story 2 (1999)
- Transformers (2007)
- Transformers – Die Rache (2009)
- Twilight – Biss zum Morgengrauen (2008)
- Vaterfreuden (2014)
- Verrückt nach Mary (1998)
- The Village – Das Dorf (2004)
- Was das Herz begehrt (2003)
- Willkommen bei den Hartmanns (2016)
- The Wolf of Wall Street (2013)
- X-Men (2000)
- X-Men 2 (2003)
- X-Men: Der letzte Widerstand (2006)
- xXx – Triple X (2002)

### Bogey in Silber
Der Bogey in Silber wird für 2 Millionen Besucher innerhalb von 20 Tagen vergeben. Einen Bogey in Silber erhielten folgende Filme:
- 8 Mile (2002)
- Alles steht Kopf (2015)
- American Pie – Jetzt wird geheiratet (2003)
- Asterix und Obelix gegen Caesar (1999)
- Bärenbrüder (2003)
- Bruce Allmächtig (2003)
- Catch Me If You Can (2002)
- Das fünfte Element (1997)
- Das große Krabbeln (1998)
- Deadpool (2016)
- Deep Impact (1998)
- Der Medicus (2013)
- Der Pferdeflüsterer (1998)
- Der Soldat James Ryan (1998)
- Der Staatsfeind Nr. 1 (1998)
- Die Monster AG (2001)
- Die Tribute von Panem – Catching Fire (2013)
- Die Unglaublichen – The Incredibles (2004)
- Dinosaurier (2000)
- e-m@il für Dich (1998)
- Es (2017)
- Gladiator (2000)
- Godzilla (1998)
- Hangover 3 (2013)
- Hannibal (2001)
- I Am Legend (2007)
- Ich – Einfach unverbesserlich 3 (2017)
- I, Robot (2004)
- Inception (2010)
- Indiana Jones und das Königreich des Kristallschädels (2008)
- Johnny English – Der Spion, der es versiebte (2003)
- Krieg der Welten (2005)
- Kung Fu Panda (2008)
- Lara Croft: Tomb Raider (2001)
- Mamma Mia! (2008)
- Matrix Revolutions (2003)
- Meine Frau, ihre Schwiegereltern und ich (2004)
- Minority Report (2002)
- Mr. & Mrs. Smith (2005)
- Mr. Bean macht Ferien (2007)
- Notting Hill (1999)
- Pets (2016)
- Phantastische Tierwesen und wo sie zu finden sind (2016)
- Planet der Affen (1968)
- Pokémon – Der Film (2000)
- Rush Hour (1998)
- Scary Movie (2000)
- Scary Movie 3 (2004)
- Shrek – Der tollkühne Held (2001)
- Star Trek: Der Aufstand (1998)
- Ted (2012)
- Terminator 3 – Rebellion der Maschinen (2003)
- The Dark Knight (2008)
- The Dark Knight Rises (2012)
- Transformers 3 (2011)
- Transformers: Ära des Untergangs (2014)
- Unbreakable – Unzerbrechlich (2000)
- Van Helsing (2004)
- WALL·E – Der Letzte räumt die Erde auf (2008)
- Werner – Volles Rooäää!!! (1999)
- Wild Wild West (1999)
- Zweiohrküken (2009)

### Bogey in Gold
Einen Bogey in Gold erhält ein Film für 3 Millionen Besucher in 30 Tagen. Diese Filme erhielten seither einen Bogey in Gold:
- 7 Zwerge – Der Wald ist nicht genug (2006)
- 2012 (2009)
- Armageddon – Das jüngste Gericht (1998)
- Die Braut, die sich nicht traut (1999)
- Breaking Dawn – Biss zum Ende der Nacht, Teil 1 (2011)
- Breaking Dawn – Biss zum Ende der Nacht, Teil 2 (2012)
- Cast Away – Verschollen (2000)
- Die Chroniken von Narnia: Der König von Narnia (2005)
- The Day After Tomorrow (2004)
- Deutschland. Ein Sommermärchen (2006)
- Django Unchained (2012)
- Dr. Dolittle (1998)
- Eclipse – Biss zum Abendrot (2010)
- Die Eiskönigin – Völlig unverfroren (2013)
- Fast & Furious 7 (2015)
- Fast & Furious 8 (2017)
- Findet Dorie (2016)
- Fifty Shades of Grey (2015)
- Fifty Shades of Grey – Gefährliche Liebe (2017)
- Good Bye, Lenin! (2003)
- Hancock (2008)
- Hangover 2 (2011)
- Hitch – Der Date Doktor (2005)
- Illuminati (2009)
- James Bond 007 – Der Morgen stirbt nie (1997)
- James Bond 007 – Die Welt ist nicht genug (1999)
- James Bond 007 – Stirb an einem anderen Tag (2002)
- James Bond 007: Ein Quantum Trost (2008)
- Jurassic Park III (2001)
- Jurassic World (2015)
- Keinohrhasen (2007)
- Kokowääh (2011)
- Madagascar 3: Flucht durch Europa (2012)
- Matrix (1999)
- Matrix Reloaded (2003)
- Mission: Impossible II (2000)
- Die Mumie (1999)
- Die Mumie kehrt zurück (2001)
- New Moon – Biss zur Mittagsstunde (2009)
- Ocean’s Eleven (2001)
- Pearl Harbor (2001)
- Pirates of the Caribbean – Fremde Gezeiten (2011)
- Rogue One: A Star Wars Story (2017)
- Shrek der Dritte (2007)
- Die Simpsons – Der Film (2007)
- The Sixth Sense (1999)
- Spider-Man (2002)
- Spider-Man 2 (2004)
- Spider-Man 3 (2007)
- Tarzan (1999)
- Die Tribute von Panem – Mockingjay Teil 1 (2014)
- Die Tribute von Panem – Mockingjay Teil 2 (2015)
- Troja (2004)
- Der Untergang (2004)
- Wickie und die starken Männer (2009)
- Ziemlich beste Freunde (2011)

### Bogey in Platin
Der Bogey in Platin wird an Filme mit einer Besucherzahl von 5 Millionen innerhalb von 50 Tagen vergeben. Bislang wurden folgende Filme mit einem Platin-Bogey ausgezeichnet:
- 7 Zwerge – Männer allein im Wald (2004)
- American Pie – Wie ein heißer Apfelkuchen (1999)
- American Pie 2 (2001)
- Bean – Der ultimative Katastrophenfilm (1997)
- The Da Vinci Code – Sakrileg (2006)
- Fack ju Göhte (2013)
- Fack ju Göhte 2 (2015)
- Fack ju Göhte 3 (2017)
- Findet Nemo (2003)
- Fluch der Karibik (2003)
- Pirates of the Caribbean – Fluch der Karibik 2 (2006)
- Pirates of the Caribbean – Am Ende der Welt (2007)
- Harry Potter und die Kammer des Schreckens (2002)
- Harry Potter und der Gefangene von Askaban (2004)
- Harry Potter und der Feuerkelch (2005)
- Harry Potter und der Orden des Phönix (2007)
- Harry Potter und der Halbblutprinz (2009)
- Harry Potter und die Heiligtümer des Todes: Teil 1 (2010)
- Harry Potter und die Heiligtümer des Todes: Teil 2 (2011)
- Der Hobbit: Eine unerwartete Reise (2012)
- Der Hobbit: Smaugs Einöde (2013)
- Der Hobbit: Die Schlacht der fünf Heere (2014)
- Honig im Kopf (2014)
- Ice Age (2002)
- Ice Age 2 – Jetzt taut’s (2006)
- Ice Age 3 – Die Dinosaurier sind los (2009)
- Ice Age 4 – Voll verschoben (2012)
- James Bond 007: Casino Royale (2006)
- James Bond 007: Skyfall (2012)
- James Bond 007: Spectre (2015)
- James Bond 007: Keine Zeit zu sterben (2021)
- Madagascar (2005)
- Madagascar 2 (2008)
- Men in Black (1997)
- Men in Black II (2002)
- Minions (2015)
- Das Parfum – Die Geschichte eines Mörders (2006)
- Ratatouille (2007)
- Der Schuh des Manitu (2001)
- Shrek 2 – Der tollkühne Held kehrt zurück (2004)
- Star Wars: Episode I – Die dunkle Bedrohung (1999)
- Star Wars: Episode II – Angriff der Klonkrieger (2002)
- Star Wars: Episode III – Die Rache der Sith (2005)
- Star Wars: Das Erwachen der Macht (2015)
- Star Wars: Die letzten Jedi (2017)
- (T)Raumschiff Surprise – Periode 1 (2004)
- Vergessene Welt: Jurassic Park (1997)
- Was Frauen wollen (2000)

### Bogey in Titan
Für den Bogey in Titan muss ein Film über 10 Millionen Kinobesucher in 100 Tagen erreichen. Dieser Preis wurde bisher nur an folgende Filme vergeben:
- Avatar – Aufbruch nach Pandora (2009)
- Harry Potter und der Stein der Weisen (2001)
- Der Herr der Ringe: Die Gefährten (2001)
- Der Herr der Ringe: Die zwei Türme (2002)
- Der Herr der Ringe: Die Rückkehr des Königs (2003)
- Titanic (1997)

### 3D-Bogey
Seit September 2009 wird der Spezialbogey allen Filmen verliehen, die im 3D-Einsatz mehr als 1000 Besucher pro Kopie am Startwochenende erzielen. Bislang wurden folgende Filme mit einem 3D-Bogey ausgezeichnet:
- Alice im Wunderland (2010)
- Avatar – Aufbruch nach Pandora (2009)
- Final Destination 4 (2009)
- Kampf der Titanen (2010)
- Oben (2009)
- Resident Evil: Afterlife (2010)